# Sainte-Hélène-de-Breakeyville
Sainte-Hélène-de-Breakeyville est l'un des dix quartiers de la ville de Lévis et l'un des quatre situés dans l'arrondissement Les Chutes-de-la-Chaudière-Est au Québec.

## Description
Longeant la rivière Chaudière au sud de Charny et à 10 minutes du pont Pierre-Laporte par l'autoroute 73, Breakeyville est l'un des quartiers de la grande ville de Lévis. Une piste cyclable longe la rivière Chaudière sur l'ancienne voie ferrée du vieux moulin à scie, aujourd'hui en ruine. Le secteur surplombe la rivière et offre une vue lointaine malgré un plan plat de la région. La modeste église, construite en 1909 et témoin d'un passé ouvrier, révèle une architecture pratique, solide et chaleureuse. Elle fut érigée grâce au don de Mme Breakey, qui y investit une somme de 5000 dollars, ce qui était une somme d'argent énorme pour l'époque !

## Histoire
Cette ville fut fondée par la famille Breakey en 1909. John Breakey, qui reçut la concession de cette région, employa plusieurs personnes, au début des années 1920, à son moulin de sciage. Malgré les années de crise économique des années trente, la drave (flottage du bois, du mot ''drive'' en anglais) sur la rivière faisait vivre plusieurs familles. Une économie fermée donna à ce village une protection particulière pour plusieurs décennies. Le moulin finit par cesser ses activités vu la baisse de production de la drave et la modernisation des transports en direction des nouvelles industries forestières de la région. Les résidences de la famille Breakey existent toujours et témoignent d'un passé florissant. Ces manoirs et villas sont des attractions de choix car ils possèdent un cachet particulier tant par leurs histoires que leur architecture.

## Démographie
Depuis son annexion à la ville de Lévis en 2001, le quartier constate une augmentation démographique et compte près de 7 500[réf. nécessaire] habitants. Son expansion fut ralentie à cause d'infrastructures ne pouvant supporter une explosion démographique. Toutefois, en 2010, deux importants secteurs du quartier sont actuellement en plein développement, soit le Boisé du Faubourg et, plus cossu, le Boisé des Manoirs, en bordure du golf.
| 1911 | 1921  | 1931 | 1941  | 1951  | 1956  | 1961  | 1966  | 1971  |
| ---- | ----- | ---- | ----- | ----- | ----- | ----- | ----- | ----- |
| 731  | 1 005 | 990  | 1 194 | 1 155 | 1 220 | 1 213 | 1 281 | 1 243 |

| 1976  | 1981  | 1986  | 1991  | 1996  | 2001  | 2006  | 2011 | 2016 |
| ----- | ----- | ----- | ----- | ----- | ----- | ----- | ---- | ---- |
| 1 539 | 2 017 | 2 385 | 2 998 | 3 423 | 3 639 | 4 059 | -    | -    |

## Attraits
On trouve un terrain de golf de calibre PGA, fréquenté par des gens d'affaires et des professionnels. À l'occasion du centenaire de Breakeyville, le terrain a accueilli le Skins mondial Telus,. Sa conception permet de présenter trois types de parcours sur un même terrain. Il fut construit en partie en forêt et sur une tourbière ; il est traversé par une voie ferrée cachée par la végétation.
Sainte-Hélène-de-Breakeyville est aussi connue, dans tout le Canada, pour son concours équestre qui attire des compétiteurs de plusieurs régions pendant une semaine durant l'été. C'est d'ailleurs un évènement très apprécié des gens de la région qui peuvent y assister.
Plusieurs activités d'hiver peuvent être pratiquées dont le ski de fond et la raquette. Il est également possible de jouer au hockey et pratiquer le patinage libre sur une patinoire en plein air. La piste cyclable offre une vue magnifique sur la rivière Chaudière sur une grande partie de son parcours et la forêt centenaire qu'elle traverse sur l'ancienne île en amont du moulin offre d'imposants pins, frênes, merisiers et hêtres d'une maturité rare.

## Liste des maires (avant la fusion avec la ville de Lévis)
1. Denaston Breakey (11 mars 1909 au 17 mars 1909).
2. Michel Bégin (17 mars 1909 au 8 janvier 1912).
3. James A. Scott (8 janvier 1912 au 30 décembre 1916).
4. Gershom Davie Anderson (10 janvier 1917 au 13 janvier 1937).
5. John-Archibald Scott (13 janvier 1937 au 2 janvier 1945).
6. Léonidas Tremblay (10 janvier 1945 au 7 janvier 1947).
7. René Lavertue (24 janvier 1947 au 3 janvier 1949).
8. John-Archibald Scott (17 janvier 1949 au 21 juin 1954).
9. Paul-Henri Gosselin (21 juin 1954 au 15 mai 1961).
10. Albert Verret (15 mai 1961 au 2 novembre 1969).
11. Bertrand Bussières (2 novembre 1969 au 31 décembre 1971).
12. René Lavertue (31 décembre 1971 au 2 novembre 1975).
13. Gilles Boutin (2 novembre 1975 au 8 septembre 1997).
14. Jacques Olivier (10 novembre 1997 au 1er janvier 2002).
15. Michael Duranceau (maire par intérim de Jacques Olivier lors d'une blessure)
16. Fusion avec la ville de Lévis le 1er janvier 2002.